# Carmel, Indiana
För flera orter med samma namn, se Carmel.
Carmel är en stad i den centrala delen av staten Indiana, USA. Den betraktas som en förort till Indianapolis och är idag starkt växande. Den beräknas ha cirka 80 000 invånare 2007.